# ژوزپه منگونی

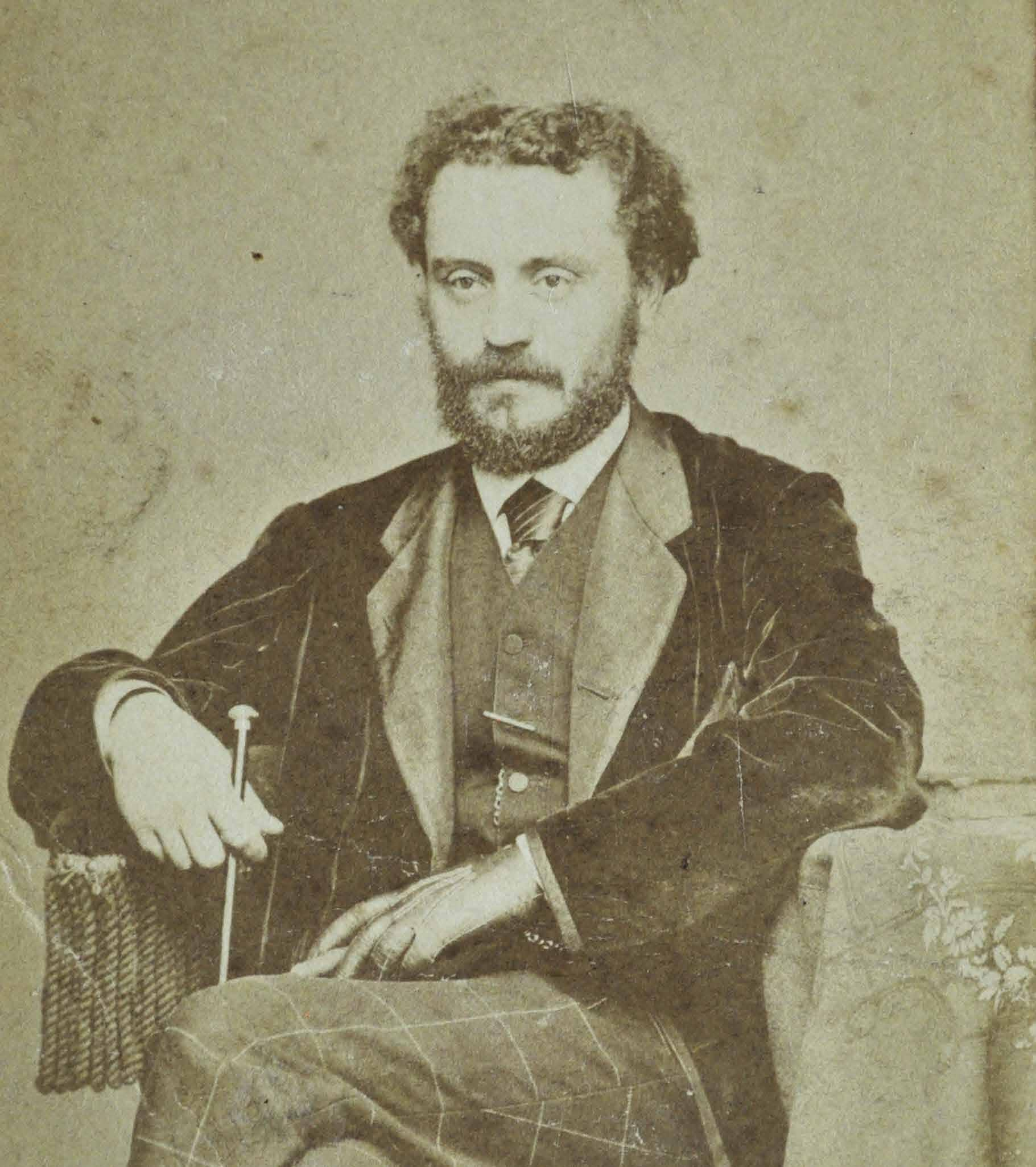
نگاره‌ٔ ژوزپه منگونی، معمار و طراح اهل ایتالیا

ژوزپه منگونی (۱۸۲۹-۱۸۷۷) معمار ایتالیایی و طراح گالری ویتوریو امانوئل در شهر میلان بود. وی بر اثر سقوط از بام همین گالری درگذشت.